# Alexsandro da Silva Batista
Alexsandro da Silva Batista, meglio conosciuto come Alexsandro (Cabo Frio, 6 novembre 1986), è un calciatore brasiliano, attaccante del Serrano-RJ.

## Carriera

### Club
Nel 2004 entra nelle giovanili della Roma, prelevato dal Real Central, e vi rimarrà per circa un anno e mezzo, per tornare in Brasile. Nel 2005 viene infatti acquistato dal Cabofriense.
Dopo tre anni e due prestiti (Resende e Joinville), nel 2008 si trasferisce al Resende. Nel 2008, dopo una breve esperienza al Botafogo, torna al Resende. Dal 2009 al 2011 viene ceduto varie volte in prestito. Nel 2012 si trasferisce a titolo definitivo al Macaé. Dopo pochi mesi viene acquistato dal Tupi. Nel 2013 veste prima la maglia del Bangu, poi quella del Penapolense ed infine quella dell'Icasa.
Nel 2014 torna al Penapolense. Fra il 2014 e il 2016 verrà più volte ceduto in prestito. Nel gennaio 2017 si trasferisce a titolo definitivo al Grêmio Novorizontino. Nel maggio dello stesso anno firma un contratto con l'Oeste. Nel dicembre 2017 passa alla Portuguesa. Nel maggio 2018 si trasferisce al Sampaio Corrêa. Dopo appena due mesi, rimane svincolato. Il 18 ottobre 2018 firma un contratto con il Resende.

## Palmarès

### Club

#### Competizioni statali
- Campeonato Carioca Série B: 1

Resende: 2007